# Gustav Susemihl
Gustav Susemihl (* 9. Januar 1797 in Wien; † 28. September 1862 in Davenport, Iowa) war ein deutscher Burschenschafter, Verwaltungsjurist in dänischen Diensten und Forty-Eighter.

## Leben
Gustav Susemihl stammte aus einer mecklenburgischen Pastorenfamilie und war ein Sohn des schon im Jahr seiner Geburt verstorbenen lutherischen Superintendenten von Wien, Johann Joachim Susemihl (1756–1797). Joachim Bernhard Susemihl war sein älterer Bruder. Er besuchte das Katharineum zu Lübeck bis Ostern 1816 und studierte Rechtswissenschaften an den Universitäten Halle und ab Mai 1817 Jena.
In Halle schloss er sich der Landsmannschaft Teutonia Halle an; in Jena wurde er Mitglied der Urburschenschaft. Im Oktober 1817 war er Teilnehmer am Wartburgfest.
Zum Sommersemester 1818 immatrikulierte er sich an der Universität Kiel und schloss hier sein Studium ab. Er trat in den Dienst der dänischen Regierung der Herzogtümer. 1843 wurde er Zweiter Regierungsrat bei der Königlichen Regierung des Herzogtums Lauenburg in Ratzeburg. Im Vertrag von Malmö (1848) wurde er als Mitglied der Lauenburgischen Regierung bestätigt und 1851 zum Ersten Regierungsrat ernannt. Doch offenbar kam es über die Frage der inneren Verfassung des Herzogtums Lauenburg zu einem Zerwürfnis mit der dänischen Regierung und 1852 zu seiner Entlassung.
Im Alter von 59 Jahren wanderte Susemihl 1856 mit seinem Sohn Ludwig (1840–1927) und seiner Tochter Marie (1838–) in die USA aus, wo schon sein Sohn Gustav(us) (1836–?) lebte. Am 21. Mai 1856 kam er mit der Elbe von Hamburg kommend in New York City an. Er fand eine neue Heimat in Davenport in Iowa. Sein Sohn Gustavus wurde kurzzeitig Pflegevater von Big Nose Kate.

## Auszeichnungen
- Titel Wirklicher Etatsrat (1843)
- Dannebrogorden, Ritter (28. Juni 1845)